# Suurpea
Suurpea is een plaats in de Estlandse gemeente Kuusalu, provincie Harjumaa. De plaats heeft de status van dorp (Estisch: küla).

## Bevolking
Het dorp had 107 inwoners op 31 december 2011 en 117 inwoners op 31 december 2021.

## Ligging
De plaats ligt op het schiereiland Pärispea.